# 范恩克羅斯羅茲 (北卡羅萊納州)
范恩克羅斯羅茲（英語：Vann Crossroads）是位於美國北卡羅萊納州桑普森縣的普查規定居民點。

## 人口
根據2020年美國人口普查的數據，范恩克羅斯羅茲的面積為11.83平方千米，當中陸地面積為11.81平方千米，而水域面積為0.02平方千米。當地共有人口306人，而人口密度為每平方千米25.87人。